# Compagnie centrale des chemins de fer et tramways
La Compagnie centrale des chemins de fer et tramways est une compagnie ayant construit puis exploité des chemins de fer secondaires à partir de la fin du XIXe siècle.
Le siège de cette compagnie était situé à Paris, avenue de Grammont.

## Réseaux
Elle construit et exploita des réseaux suivants : 
- Chemin de fer du Beaujolais
- Chemin de fer du Tarn
- Chemins de fer des Côtes-du-Nord
- Tramway d'Erbray

ayant obtenu les concessions de ces réseaux, elle en confie l'exploitation à des filiales:
- Compagnie des  Chemins de fer du Beaujolais[1]
- Compagnie des Chemins de fer des Côtes-du-Nord
- Compagnie des chemins de fer départementaux du Tarn[2]
- Compagnie électrique des tramways de la rive gauche de Paris[3]

En 1906, la Compagnie centrale des chemins de fer et tramways reprend les réseaux suivants
- tramway d'Elbeuf
- Compagnie des chemins de fer départementaux des Bouches du Rhône
- Compagnie des chemins de fer à voie étroite de Châteaubriant à Erbray et extensions